# Departamento La Candelaria
Das Departamento La Candelaria liegt im Süden der Provinz Salta im Nordwesten Argentiniens und ist eine von 23 Verwaltungseinheiten der Provinz.
Es grenzt im Westen und Norden an das Departamento Guachipas, im Norden und Osten an das Departamento Rosario de la Frontera und im Süden an die Provinz Tucumán.
Die Hauptstadt des Departamento ist das gleichnamige La Candelaria.

## Städte und Gemeinden
Das Departamento La Candelaria ist in folgende Gemeinden (Municipios) aufgeteilt:
- El Jardín
- El Tala
- La Candelaria
- El Ceibal